# Марк ван Найдек Ердманн
Марк ван Найдек Ердманн (англ. Mark van Nydeck Erdmann; нар. 1968) — канадський іхтіолог, експерт з рифових риб.
Ступінь бакалавра в галузі біології отримав у 1990 році в Університеті Дюка, докторський ступінь — у 1997 році в Каліфорнійському університеті, Берклі. Працював старшим радником Conservation International в Індонезії, зараз — заслужений хранитель Відділу природознавства Королівського музею Онтаріо. Написав кілька книг, співавтор опису 28 нових видів риб.